# Eolija
Eolija (starogrško Αἰολία, latinizirano: Aiolía) ali Eolida (Αἰολις, Aiolís) je bila regija ob zahodni in severozahodni obali Anatolije v današnji Turčiji. Obsegala je tudi več priobalnih otokov, zlasti Lezbos, kjer so bile eolske grške mestne države. Eolija je vključevala tudi južne dele Mizije, s katero je mejila na severu. Na jugu je mejila na Jonijo in na vzhodu na Lidijo. 
Ime je dobila po Eolcih, od katerih so se nekateri tja preselili iz Grčije pred letom 1000 pr. n št. Eolija je bila bolj etnološka in jezikovna enklava kot geografska enota in je pogosto veljala za razširjeno ozemlje Mizije. 

## Zgodovina
Po Homerjevi Odiseji je Odisej po bivanju pri Kiklopih dosegel plavajoč otok Eolija, kjer mu je bog vetrov Eol, sin Hipota, priskrbel blag zahodni veter Zefir.
Do 8. stoletja pr. n. št. je bilo dvanajst najpomembnejših mest Eolcev neodvisnih (Dodekapolis), potem pa so mesta Kima, imenovana tudi Frikonis, Frikonska Larisa, Neonteihos, Temnos, Kila, Notion, Egiroesa, Pitane, Ege, Mirina, Grinej in Smirna ustanovila Eolsko zvezo.
Najbolj slavno mesto je bila Smirna, ki je leta 699 pr. n. št. postala del Jonske zveze. Jonska ali Panjonska zveza je bila ustanovljena ob koncu melijske vojne sredi 7. stoletja pr. n. št.
Preostala eolska mesto je osvojil lidijski kralj Krez (vladal 560-546 pr. n. št.). Za njim so jih zaporedoma osvojili Perzijci, Makedonci, Selevkidi in Pergamonci. 
Zadnji pergamonski kralj Atal III. je leta 133 pr. n. št. v svoji oporoki Eolijo zapustil Rimski republiki. Kmalu zatem je postalo del rimske province Azije. Ob razdelitvi Rimskega cesarstva (395 n. š.) je bila Eolija dodeljena Vzhodnorimskemu (Bizantinskemu) cesarstvu in je ostala večinoma pod bizantinsko oblastjo do zgodnjega 15. stoletja, ko so to območje zasedli Osmanski Turki.

## Vir
- Pierluigi Bonanno, Aiolis. Storia e archeologia di una regione dell’Asia Minore alla fine del II millennio a.C., ZDA, 2006